# Bölen en Skulnäs
Bölen en Skulnäs (Zweeds: Bölen och Skulnäs) is een småort in de gemeente Örnsköldsvik in het landschap Ångermanland en de provincie Västernorrlands län in Zweden. Het småort heeft 93 inwoners (2005) en een oppervlakte van 20 hectare. Eigenlijk bestaat het småort uit twee plaatsen: Bölen en Skulnäs. Het småort ligt aan het meer Skulesjön, de Europese weg 4 loopt door het småort.